# Fars Dreng
Fars Dreng er en dansk kortfilm fra 2012 instrueret af Kristian Hansen.

## Handling
Sara fortæller sin kæreste Jeppe at hun muligvis er gravid. Da de sidder og venter på resultatet, begynder at Jeppe at tænke på sin egen utilstrækkelige far.